# 千葉県立安房高等学校
千葉県立安房高等学校（ちばけんりつあわこうとうがっこう）は、千葉県館山市八幡に所在する公立の高等学校。

## 概要

### 概観
進学指導重点校で、英語教育拠点校（いずれも千葉県教育委員会指定）。
1901年（明治34年）に授業を開始した千葉県安房中学校を前身とし、新校舎落成式が行われた1902年（明治35年）5月25日を創立記念日としている。2008年（平成20年）に千葉県立安房南高等学校と統合したが、校名は引き続き「安房」である。
2023年度（令和5年度）入学生からは「安房高ルネッサンスプロジェクト」が開始。文系クラス・理系クラスの枠を撤廃(選択できる授業の幅が非常に広い単位制の教育課程を活用)し、1年次は特別進学クラス（1クラス）と総合クラス（6クラス）を設置、2年次からは特別進学クラスS（1クラス）・特別進学クラスA（2クラス）と総合クラス（4クラス）を設置し、3年間通じ1クラス30人台となり、生徒一人ひとりの多様なニーズに応える体制となる。
2018年度（平成30年度）入学生から2022年度（令和4年度）入学生までは全日制普通科における単位制の教育課程を導入、2020年度（令和2年度）実施予定の新たな大学入試制度（大学入試共通テスト）への対応も考慮し、1年次では1学級あたり30人程度で8つの学級・学習集団を作り(応用クラスと標準クラスを設定)、きめ細やかな指導を実施、2年次では文系・理系に、さらに特別進学クラス・標準クラスに分かれ、国語・数学・英語で習熟度別授業を展開、3年次では授業の4割にあたる13単位分が自由選択科目となり、進路に応じて科目を選択、履修する。
2017年度（平成29年度）入学生までは全日制普通科（基礎クラス2学級、応用クラス4学級、なお、2.3学年には選抜クラスを理系・文系それぞれ1クラスずつ編成）を設置していた。また、平成6年度から平成24年度入学生までは全日制英語科（1学級）を設置していた。

### 教育目標[10]
教育基本法及び学校教育法の精神に基づき、個人の尊厳を重んじ、真理と正義を希求し、公共の精神を尊び、豊かな人間性と創造性を備えた人格の完成を目指し、平和で民主的な国家及び社会の形成者として必要な資質を備えた心身ともに健康な人材を育成する。

### 校章[11]
1901年（明治34年）6月に制定された安房中学校章をもとに、昭和23年、美術担当の吉田茂夫教諭が図案化した。粟は安房を描出し、穂で囲まれているのは、豊かな風土の中核となるようにとの意味が込められている。

### 校歌[11]
作詞：土岐善麿
作曲：信時潔
公式サイトにて歌詞と音声が公開されている。

## 沿革
注記なき場合のこの節の出典
- 1900年（明治33年）5月 : 千葉県安房中学校設置の決定
- 1901年（明治34年）4月8日：安房郡議事堂を仮校舎にあて授業を開始
- 1902年（明治35年）5月25日：新校舎落成式を挙行、この日を創立記念日と定める
- 1923年（大正12年）9月1日：関東大震災のため校舎大半倒壊
- 1923年（大正12年）11月中旬：天幕をもって教室の不足を補う等、応急の処置により、全部の授業を再開
- 1924年（大正13年）12月：仮校舎4棟落成し、生徒全員を収容する
- 1931年（昭和6年）1月24日：木造校舎落成
- 1948年（昭和23年）4月 : 学制改革により高等学校に改編、千葉県立安房高等学校と改称
- 1950年（昭和25年）4月：千葉県立安房第一高等学校と改称
- 1951年（昭和26年）6月20日：創立50周年記念図書館落成
- 1957年（昭和32年）11月12日：防災貯水池兼プール竣工
- 1961年（昭和36年）4月：千葉県立安房高等学校と改称
- 1962年（昭和37年）10月5日：創立60周年ならびに体育館兼講堂（現卓球場）の落成式を挙行
- 1962年（昭和37年）12月：柔道場、剣道場を現在地に移転
- 1963年（昭和38年）8月31日：鉄筋コンクリート3階建（普通教室6）竣工
- 1970年（昭和45年）5月1日：校地買収（第2グランド）
- 1973年（昭和48年）2月10日：創立70周年ならびに第2グランド造成記念式典を挙行
- 1977年（昭和52年）9月3日：防音校舎起工式
- 1978年（昭和53年）3月27日：防音特別教室棟第1期工事竣工
- 1979年（昭和54年）3月28日：防音昇降口・特別教室棟第2期工事竣工
- 1980年（昭和55年）3月28日：管理棟、普通教室棟第3期工事竣工
- 1980年（昭和55年）10月20日：木造校舎解体作業開始
- 1981年（昭和56年）3月31日：普通教室棟第4期工事竣工、木造校舎解体作業完了（玄関部分を記念館として残す）
- 1982年（昭和57年）2月28日：鉄筋コンクリート校舎3階建（普通教室6）を合宿所に改装
- 1982年（昭和57年）8月21日：体育館竣工
- 1982年（昭和57年）10月25日：創立80周年記念式典を挙行
- 1991年（平成3年）11月22日：創立90周年記念式典を挙行
- 1994年（平成6年）4月 : 英語科を設置
- 1998年（平成10年）7月：水球兼用屋内プール竣工、講堂（第3体育館・木造）の取り壊し
- 1999年（平成11年）4月：2学期制が始まる
- 2001年（平成13年）10月27日：創立100周年記念式典挙行
- 2007年（平成19年）4月：千葉県教育委員会より進学指導重点校の指定を受ける[1]
- 2008年（平成20年）4月 : 千葉県立安房南高等学校と統合[13][14]
- 2013年（平成25年）4月 英語科の募集を停止[15]
- 2013年（平成25年）9月：創立110周年記念誌発行
- 2014年（平成26年）4月：普通科内に「教員基礎コース」を設置[15]
- 2017年（平成29年）3月10日：新柔剣道場完成
- 2017年（平成29年）4月：45分授業7限開始
- 2018年（平成30年）4月：単位制導入（平成30年度入学生から）
- 2021年（令和3年）6月24日：台湾５大学（台南大、開南大、樹徳科技大、元智大、中華大）と高大連携締結
- 2021年（令和3年）10月20日：沖縄大学と高大連携締結
- 2021年（令和3年）11月25日：創立120周年記念講演会（講師：鈴木おさむ氏）[16]

### 旧安房南高等学校の沿革
- 1907年（明治40年）5月 : 千葉県安房郡会、「郡立女子技芸学校」設置の件可決
- 1907年（明治40年）5月18日：開校式、入学式（校舎は郡会議事堂使用）
- 1909年（明治42年）4月：千葉県安房郡会、女子技芸学校廃止、高等女学校設置の件可決
- 1909年（明治42年）9月1日：千葉県安房郡立高等女学校開講
- 1910年（明治43年）12月24日：校舎落成、開校式（現館山測候所付近、以後10周年までこの日が創立記念日）
- 1919年（大正8年）6月25日：創立10周年記念式（以後5月18日を創立記念日と確定）
- 1921年（大正10年）4月 : 県立移管、千葉県立安房高等女学校と改称
- 1923年（大正12年）9月1日：関東大震災、校舎倒潰
- 1928年（昭和3年）5月6日：新校地（現在地）を買収
- 1931年（昭和6年）3月5日：移転新築落成式
- 1948年（昭和23年）4月：学制改革により千葉県立安房女子高等学校発足
- 1950年（昭和25年）4月 : 千葉県立安房第二高等学校と改称
- 1951年（昭和26年）4月2日：校訓「誠の心で優しく強く」策定
- 1961年（昭和36年）4月 : 千葉県立安房南高等学校と改称
- 1982年（昭和57年）11月6日：創立75周年記念式典
- 1997年（平成9年）11月8日：創立90周年記念式典
- 2000年（平成12年）4月：家政科募集停止
- 2007年（平成19年）12月1日：創立100周年記念式典
- 2008年（平成20年）3月28日：惜別の会
- 2008年（平成20年）4月 : 千葉県立安房高等学校と統合
- 2008年（平成20年）4月6日：ブロンズ像除幕式

## 設置学科
- 普通科
  - 教員基礎コース

## 校風
校訓として質実剛健・文武両道が掲げられており部活動への入部率が95%以上と非常に高い。

## 学校行事
注記なき場合のこの節の出典
- 4月 - 始業式、入学式、到達度テスト
- 5月 - 生徒総会、第1回考査、房総横断競歩(1年)
- 6月 - 紫陽祭(文化祭)
- 7月 - 第2回考査、夏期課外
- 8月 - 中学校別学校説明会[19]、到達度テスト
- 9月 - 教職体験実習、体育大会
- 10月 - 第3回考査、旧安房南高等学校校舎見学会
- 11月 - 修学旅行、授業公開
- 12月 - 第4回考査、芸術鑑賞会
- 1月 - 進路講演会
- 2月 - 入学者選抜
- 3月 - 卒業証書授与式、第5回考査、人権教育、合格体験談、終業式

## 制服

### 男子
黒の詰襟学生服。変形のものは禁止。伝統の白いカラーをつけるタイプもラウンドカラーも可だが、伝統型の着用者が多い。前を校章入り5個の金ボタンでとめ、襟の向かって右に銀色円形で「AWA高」と刻まれた略章、左に白色ローマ数字の学年章バッジを装着。夏季は、胸ポケットに学年色の略章をつけた白いワイシャツに黒ズボンとなる。

### 女子
2008年の統合以前の安房高等学校では紺サージのダブル型スーツとボックスプリーツのスカートが、旧安房南高等学校ではセーラー服の伝統あるものとして親しまれてきたが、いずれも廃止となった。統合に伴って黒のスーツとなり、襟元にはエンジのリボンが制定されたが、装着している生徒は実際あまり多くない。女子のローマ数字の学年章は、プライバシーに配慮してかモデルチェンジと同時に廃止され、襟には校章だけつけるようになった。その後、女子の校章には学年色の色分けが導入されたため、再び学年の区別がわかるようになっている。現在の女子制服のデザインは、安房南高等学校の卒業生である島田順子の手によるものである。

## 部活動
注記なき場合のこの節の出典
運動部
- 野球部 - 2008年3月に過疎化による統合が間近の中での活躍が評価され、第80回選抜高等学校野球大会に21世紀枠で出場した。

- バスケットボール部
- ソフトテニス部
- 卓球部
- 陸上競技部
- 水泳部 - 2度のインターハイ総合優勝経験がある
- 泳法部
- 柔道部
- 相撲部
- 剣道部
- バレーボール部
- 体操部
- 弓道部
- サッカー部
- テニス部

文化部
- 音楽部
- 生物部
- 化学部
- 美術部
- 書道部
- 文芸部
- 華道部
- 茶道部
- 写真部
- ギター部
- 吹奏楽部
- パソコン部
- 演劇部
- 囲碁将棋部
- チアダンス部

## 交通
- J R内房線館山駅より徒歩10分

## 著名な出身者
- 水田三喜男 - 元大蔵大臣、元通商産業大臣、元衆議院議員、城西大学創設者
- 川上紀一 - 元千葉県知事
- 加藤純一 - YouTuber、ニコ生主、タレント
- 布団ちゃん - ゲーム実況者、YouTuber
- 青木愛 - 参議院議員、元衆議院議員
- 金丸謙一 - 元館山市長
- 森正一[22] - 館山市長
- 石井裕[23] - 南房総市長
- 高橋恭市[24] - 富津市長
- 梅本克己 - 哲学者、唯物論研究、旧制水戸高等学校教授
- 成瀬政男[25] - 機械工学者、初代職業訓練大学校校長
- 三幣利夫 - 元中東住友商事社長、敬愛大学学長兼学校法人千葉敬愛学園理事長
- 盛口満[26] - 博物学者、沖縄大学学長
- 中沢けい - 小説家
- 杉井明美 - 園芸家
- 松本典子 - 歌人
- YOSHIKI[27][28] - ミュージシャン・X JAPANリーダー・ドラム&ピアノ
- Toshl - ミュージシャン・X JAPANボーカル
- 林光樹 - 俳優
- 鈴木おさむ - 放送作家。妻は森三中の大島美幸
- 阿部公弘 - 作・編曲家、代表作：朧村正、RIZ-ZOAWD
- 高山一実 - アイドル、乃木坂46元メンバー、南房総市観光大使[29]
- 辻親八 - 声優
- 吉田ジョージ - フリーアナウンサー
- 櫻井和明 - 山梨放送アナウンサー
- 伊藤海彦 - NHKアナウンサー
- 三平泰丈 - NHKアナウンサー
- 田村修 - 秋田放送アナウンサー
- 豊倉孝治 - 元プロ野球選手
- 醍醐敏郎 - 柔道家 講道館十段 警察大学教授
- 篠巻政利 - 柔道家 元世界チャンピオン
- 高木長之助 - 柔道家 元世界チャンピオン
- 鈴木剛 - 剣道家 元全日本チャンピオン
- マンボウやしろ - 演出家、ラジオパーソナリティ
- 村田椰融 - 漫画家。代表作として、『おかしき世界の境界線』・『妻、小学生になる。』（2022年（令和4年）1月にTBSテレビでテレビドラマ化）がある[30]。
- 鈴木勝 - 元・桜美林大学教授、大阪観光大学名誉教授。
- 山口朋泰 - 会計学者、中央大学教授、日経・経済図書文化賞

### 旧安房南高等学校出身
- 島田順子[20] - デザイナー

## 千葉県立安房高等学校を舞台とした作品
- 嵐の中を突っ走れ - 1958年の日本公開映画。千葉県立安房南高等学校（当時）で東海女子学園としてロケーション撮影が行われた。
- ウォーターボーイズ - 2001年に公開された日本映画。1998年竣工の水球兼用屋内プールでロケーション撮影が行われた。